# Krytyczna szybkość chłodzenia

Wykres CTP (czas–temperatura–przemiana) dla stali węglowej 0,4%C
Krytyczna wartość ΔT/Δτ odpowiada stycznej do „krzywej C”

Krytyczna szybkość chłodzenia (górna krytyczna szybkość chłodzenia) – najmniejsza szybkość chłodzenia stali, przy której jest możliwa przemiana martenzytyczna, czyli bezdyfuzyjna przemiana przesyconego węglem roztworu stałego węgla w γ–Fe (austenit) w martenzyt (hartowanie). Po hartowaniu w strukturze występuje martenzyt i austenit szczątkowy. 
W wyniku chłodzenia z szybkością mniejszą od krytycznej powstaje struktura stali, zawierająca sorbit, troostyt lub bainit. Krytyczna szybkość hartowania stali zależy od zawartości węgla i dodatków stopowych (różne położenie „krzywych C” na wykresach CTP).